# 달 세뇨
달 세뇨(이탈리아어: Dal Segno)는 '~부터'를 뜻하는 '달(dal)'과 '세뇨(segno)'가 합쳐져 '세뇨부터 연주하라'는 뜻을 가진 악상 기호이다. 세뇨()가 붙은 세로줄 바로 오른쪽 마디부터 다시 연주하다가 피네(Fine)나 겹세로줄 위의  (늘임표, 페르마타)가 있는 곳에서 곡을 마친다. 이들 기호가 없다면 악곡의 끝까지 연주한다. 다 카포와 마찬가지로 닫는 도돌이표와 같은 효력을 발휘한다.
줄여서 D.S.나 Dal S.로 약기한다. 코다(Coda)에 주의해야 한다.

## 같이 보기
- 다 카포
- 알 세뇨